# Осенние визиты
«Осе́нние визи́ты» — роман российского писателя-фантаста Сергея Лукьяненко, рассказывающий о реальном мире, направление развития которого определяется приходящими Визитёрами. Роман был написан в 1995—1996 годах и впервые опубликован издательством «АСТ» в 1997 году. Впоследствии неоднократно переиздавался.
Действие романа происходит в современной на момент написания Москве и ряде других городов. К шестерым разным людям приходят Визитёры, их двойники, представляющие разные стороны жизни человечества. Они вынуждены бороться за право вести человечество по своему пути. К борьбе присоединяется также и Тьма. Визитёры нападают друг на друга, скрываются, образуют альянсы для достижения своих целей. В итоге остаётся только посланник Развития, но и его, вероятно, убивают.
В 1998 году роман был отмечен премией «Сигма-Ф», призом читательских симпатий журнала «Если», в номинации «Крупная форма, романы». В том же году роман номинировался на премию «Странник» в номинации «Крупная форма». В 1999 году роман был номинирован на премию «Мечи», жанровую премию «Странника», за лучшее произведение в жанре альтернативно-исторической фантастики или фантастики о параллельных мирах.

## Вселенная
Мы - Посланцы. Мы не обладаем... почти... возможностями, выходящими за рамки обычных человеческих сил. Мы вынуждены подстраиваться под общество, жить по его законам - неписаным законам. Тот, кто наиболее приспособлен к обществу, наиболее важен и адаптирован, проживёт дольше других. Он победит - и тот вектор, который воплощён в нём, станет доминировать на долгое, очень долгое время
Будущее человечества всегда зависит от того, что будет выбрано на распутье. Некая Высшая Сила пытается определить наиболее значимую для человечества линию развития, чтобы направлять его по этому пути, полагая его единственно верным. Истинность пути определяется его соответствием скрытым желаниям людей. Однако, определяется этот путь экспериментальным методом, причём в прошлом эти эксперименты проводились уже неоднократно. Вся история человечества складывается из подобных «толчков» — итогов экспериментов в том или ином направлении, последний из которых состоялся в Москве осенью 1995 года. В каждом эксперименте участвуют Визитёры, двойники настоящих людей, посланные Высшей Силой на Землю представлять одну из проверяемых линий: Силу, Власть, Знание, Творчество, Развитие или Доброту. Между ними начинается сражение всеми доступными средствами, в котором побеждает последний оставшийся в живых. В результате, судьба «повернётся параллельно желаниям» победившего Визитёра

## Персонажи
Визитёры представляют собой не просто воплощённые идеи, а точные психологические копии прототипов, обычных людей, по какому-то принципу отобранных Высшей Силой для проведения очередного эксперимента. «Они приходят в этот мир голыми и растерянными», обладают памятью и привычками прототипов, представляют собой личностей, вынужденных принимать участие в навязанной им схватке. Каждому прототипу предлагается своя, соответствующая его мировоззрению, версия того, кем является появившийся Визитёр, или не предлагается никакой. Общей во всех версиях является потребность в помощи прототипа, которому предстоит решить: отказаться или присоединиться к своему Посланнику.
- Силу представляет полковник Николай Шедченко, немолодой офицер, умный и осторожный. Он единственный отказывается помогать своему двойнику. При этом остаётся непонятным, не поверил ли он своему Визитёру, либо ужаснулся миру своей мечты.
- Власть представляет циничный, прожжённый властолюбец, политик-мафиози, депутат Рашид Хайретдинов. Его Посланник сразу же убивает своего прототипа.
- Знание отождествляется с ироничным философом на пенсии Аркадием Зальцманом, учёным, не доверяющим любым глобальным концепциям.
- На стороне Творчества в эксперименте выступает плодовитый писатель-фантаст Ярослав Заров, так же, как и прототип Знания, интуитивно не доверяющий любым глобальным концепциям. За веру в реальность эксперимента в этот раз Посланник расплачивается самоубийством.
- Развитие представляет Кирилл Корсаков, «чересчур уж интеллигентный мальчик». Его «неокрепшее сознание» принимает версию сверхцивилизации как разумное объяснение происходящему эксперименту.
- Доброту представляет добросовестный врач из провинциальной больницы Анна Корнилова, добрая неудачница-интровертка, сильно поглупевшая после появления Посланницы, представившейся Марией. Мария, единственная из Визитёров, не похожа на прототип, представляя скорее линию Обезличивания, чем Доброты[1].

Седьмой стороной противостояния становится Тьма, выбравшая для себя облик профессионального убийцы Ильи Карамазова.

## Сюжет
Шесть Визитёров и Тьма вступают в схватку за право определить дальнейший вектор развития человечества. Свет не участвует в схватке, так как для него нет места в людском сознании. Власть не делят, поэтому посланник Власти сразу же убивает своего прототипа, депутата Хайретдинова, и занимает его место. Остальные визитёры рассказывают разные легенды своим прототипам, объясняя предстоящую смертельную борьбу. Добро сильно изменилось в ходе человеческой истории, и теперь его посланница готова убивать всех, кто встанет на её пути. Врач первой убивает одного из противников — посланца Силы, не способного убить женщину. Оставшийся один, полковник Шедченко присоединяется к посланнику Власти. Карамазов охотится за подростками, но тем удаётся скрыться, объединившись с посланником Знания. Его прототипа киллер всё-таки находит и убивает. Посланнику-депутату благодаря охране удаётся пережить покушение. Писатель и врач со своими прототипами направляются в Москву. Там посланник Творчества понимает, что не ему вести за собой человечество, и совершает самоубийство. Оставшийся один, писатель Заров также примыкает к посланнику Власти. Карамазов, Шедченко, представительницы Добра и посланник Знания сталкиваются, но погибает только последний. Добро объединяется с Тьмой.
Карамазов с представительницами Добра пробует ещё раз достать депутата, на этот раз в его доме, но снова отступает ни с чем. Шедченко смертельно ранен. Врач Анна Корнилова понимает, что Добро неправильное, и отказывается помогать, за что посланница её убивает. В это время оставшиеся одни подростки скрываются на стройке. Посланник Власти с целью организовать западню предлагает Карамазову и посланнице Добра возможность избавиться от мальчиков. Заров не может этого допустить и тоже вмешивается. В итоге схватки между людьми и визитёрами выживает писатель и оба мальчика. Но Ярослав Заров не может позволить решать судьбу мира мальчику, который уже способен на убийство. Поэтому он убивает одного из подростков, полагая, что убивает визитёра.

## Создание и издание

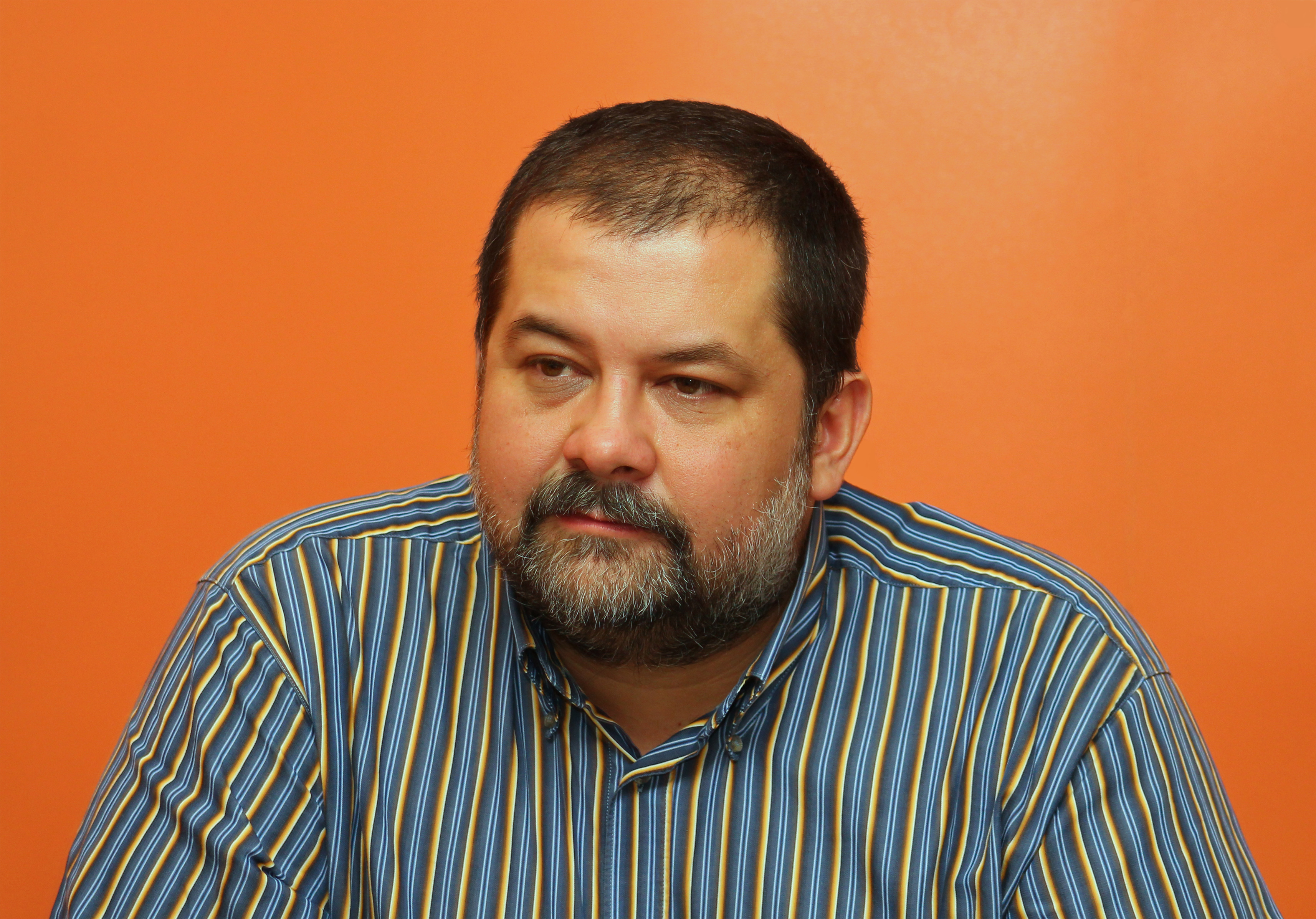
Сергей Лукьяненко

По словам Сергея Лукьяненко, идея книги возникла у него в Киеве. Писатель представил себе Визитёров, и у него «мгновенно и полностью» родился сюжет новой книги, написание которой он отложил на несколько лет, так как сразу не получилось. Жанр романа автор определил как социальную фантастику.
Один из главных героев произведения — писатель-фантаст Ярослав Заров — был намеренно подан Лукьяненко как его отражение. Для этого персонаж жил в Алма-Ате, «написал» некоторые романы, написанные в реальности самим Лукьяненко. По словам автора, такой ход был сделан специально, так как персонаж-писатель читателями всё равно бы воспринимался как отражение автора книги. В то же время, в посвящении к роману были перечислены люди, послужившие прототипами прочих персонажей произведения, которые, по мнению Лукьяненко, получились даже ближе к прототипам, чем Заров к нему. Дмитрий Байкалов назвал этот образ «пророческим», так как и сам Лукьяненко в это же время перебрался из Алма-Аты в Москву.
В конце романа писатель Заров убивает одного из двух подростков, надеясь что именно он является не настоящим Кириллом Корсаковым, а Визитёром. Сам Лукьяненко по этому поводу говорит, что такая неопределённость была сделана намеренно. Более того, в романе была ещё одна глава, в которой «почти открытым текстом» была выведена мысль, что неизвестно, кого именно застрелил Заров. Позже автору показалось, что дважды повторять одну и ту же мысль излишне, поэтому он исключил последнюю главу. В романе было сказано, что побеждает последний выживший Визитёр, однако, победило ли в итоге Развитие, по мнению писателя, предстоит решать самим читателям. Сам же Лукьяненко отметил, что «приложил массу сил, чтобы не возобладала Власть».
В интервью в середине 2000-х годов писатель заметил, что роман «Осенние визиты» является одним из произведений, где продолжение точно не планируется.
В 2003 году роман был переведён на польский язык и вышел в Варшавском издательстве «Książka i Wiedza». Переводчицей, как и при переводе других романов Лукьяненко на польский язык, выступила Эва Скурская.
| Год  | Издательство                             | Место издания | Серия                                                  | Тираж         | Примечание | Источник |
| ---- | ---------------------------------------- | ------------- | ------------------------------------------------------ | ------------- | --- | -------- |
| 1997 | Локид                                    | Москва        | Современная российская фантастика                      | 12000         | Обложка А. Яцкевича. Иллюстрации А. Таранина.                                                                           | [ 7 ]    |
| 1998 | АСТ-ЛТД, Локид                           | Москва        | Звездный лабиринт                                      | 15000 + 20000 | Иллюстрация на обложке А. Дубовика.                                                                                     | [ 8 ]    |
| 1999 | АСТ                                      | Москва        | Звездный лабиринт                                      | 10000 + 50000 | Иллюстрация на обложке А. Дубовика.                                                                                     | [ 9 ]    |
| 2006 | АСТ, АСТ Москва, Хранитель, Транзиткнига | Москва        | Чёрная серия (танковая щель)                           | 10000 + 15000 | Иллюстрация на обложке А. Дубовика.                                                                                     | [ 10 ]   |
| 2007 | АСТ, АСТ Москва, Хранитель               | Москва        | Звездный лабиринт: коллекция                           | 15000         | Два внецикловых романа: «Осенние визиты» и «Спектр». Иллюстрации на передней обложке В. Бондаря, на задней А. Дубовика. | [ 11 ]   |
| 2007 | АСТ, Хранитель                           | Москва        | Библиотека мировой фантастики                          | 2000          | Два внецикловых романа («Осенние визиты», «Спектр») и повесть («Кредо»).                                                | [ 12 ]   |
| 2007 | АСТ                                      | Москва        | под Дозоры                                             | 3000          | Два внецикловых романа («Осенние визиты», «Спектр») и повесть («Кредо»). Иллюстрация на обложке В. Бондаря.             | [ 13 ]   |
| 2011 | АСТ, Астрель                             | Москва        | Я люблю читать: Современные и классические бестселлеры | 23000         | | [ 14 ]   |
| 2014 | АСТ                                      | Москва        | Весь Сергей Лукьяненко                                 | 5000          | Два внецикловых романа («Осенние визиты», «Спектр») и повесть («Кредо»). Иллюстрация на обложке В. Н. Ненова.           | [ 15 ]   |

## Критика и оценки
Лаборатория Фантастики

 Goodreads

 LibraryThing
В начале 2000-х Сергей Лукьяненко назвал роман «Осенние визиты» одним из лучших своих произведений из уже написанных к тому времени. Знакомство с его творчеством, по мнению автора, можно начинать с этого романа. В 2002 году в статье для журнала «Если» Дмитрий Байкалов также назвал роман «Осенние визиты», написанный в жанре мистического реализма, одним из лучших произведений Лукьяненко. Критик подчеркнул, что приключения в романе «не вытесняют исканий духа». Мистические силы выражены конкретными людьми, что добавляет в их противоборство этическую составляющую.
Литературный критик Виталий Каплан отнёс роман к жанру мистического триллера, для которого характерны вторжение сверхъестественных сил в реальный мир, «трагическое одиночество современного человека, вынужденного противостоять нечеловеческой силе, проблема цели и средств, попытка выйти за пределы сложившегося восприятия реальности». Сюжет книги, по мнению критика, мог бы быть изложен в виде занимательного боевика, но Лукьяненко добился большего. Самым важным мотивом в романе является нравственный выбор каждого персонажа, со всей его сложностью и непредсказуемостью, не по своей воле попавшего в противостояние высших сил. В романе просматривается полемика с Фёдором Михайловичем Достоевским, который в «Братьях Карамазовых» ставил вопрос о «слезе невинного ребёнка», ценой которой достигается всеобщее счастье. У Лукьяненко на другой чаше весов оказываются слёзы миллионов, если победит чужая линия. Но при этом у Визитёров нет возможности «выйти из игры», только через самоубийство, а у прототипов, кроме интуиции, нет никакого иного инструмента для выбора.
По мнению Каплана, самыми интересными в романе являются коллизии, возникающие в результате столкновения навязанного Высшей Силой предназначения с человеческими порывами личностей, всегда имеющих выбор. Схема человечества, которое «топчется в болоте», пока не получит толчок извне, выглядит примитивно, и на первый взгляд, напоминает «христианскую концепцию Промысла Божия». Однако, религиозное понимание истории глубже, замечает критик, поэтому представляется странным, что все прототипы легко поверили Визитёрам. В частности, наиболее умные прототипы — писатель Заров и философ Зальцман — поверили потому, что устали ни во что не верить, полагает Каплан.
В романе автор изображает ни во что не верящих героев, не доверяющих никакой «великой правде», не решающих за других, но противящихся принятию решения за них. Такую систему называют «аппробативной этикой», становление и трагедия которой, по мнению Каплана, — «тайный стержень» произведения, превращающий «занимательный боевик» в грустную притчу о людях, не нашедших ответа. Аппробативная этика возникает на месте рухнувших старых систем и традиций. Из-за усложнения окружающего мира понятия добра и зла не утратили ещё смысла, но человеку всё сложнее в них ориентироваться. Так, хотя добро «обернулось к человечеству звериной мордой», но «сердце наше не омертвело». Добро и зло вне человека теряют свой смысл. «Добро — это лишь то, к чему склоняется твоё сердце в данный момент. Зло — то, что ты сейчас ненавидишь». Больше нет абсолютной истины, всё становится относительным, и верить нужно только себе. Дилемму о цели и средствах тоже нужно решать «прислушиваясь к голосу сердца». При этом Каплан отмечает, что с аппробативной этикой очень легко спорить, аргументируя тем, что «голос собственного сердца нужно ещё уметь услышать» и тем, что при этом невозможно понять «духовную близость с другим человеком, если каждый из нас замкнут в собственном нравственном пространстве».
Вера Петрова обратила внимание на тот факт, что все романы Сергея Лукьяненко «интеллектуально продолжают друг друга». Посланники, представляющие тот или иной вектор развития человечества имеют прототипов, как и в дилогии «Искатели неба» сторонники Маркуса являются прототипами будущих апостолов. В «Осенних визитах» самый обычный человек вдруг становится ответственным за будущее всего человечества. Критик замечает, что каждый человек, «в общем-то, думает, что он-то знает, как надо обустроить мир», однако, явное «второе я» Сергея Лукьяненко в романе, писатель Заров, предпочёл самоубийство вместо тяжёлых перемен в обществе в случае своей победы. В романах «Звезды — холодные игрушки» и «Звездная тень» в подобную ситуацию выбора за всё человечество попадает и главный герой Пётр Хрумов. Рассматривая произведения писателя, как продолжающие друг друга, Петрова приходит к выводу, что «интеллектуальные модели Сергея Лукьяненко холодны» и «собраны они из стандартных — в художественном плане — литературных блоков». Лукьяненко работает с философской и этической проблемой, делая «внутренний, философски значимый конфликт главного героя одним из моторов острого сюжета».
В 1998 году роман был отмечен премией «Сигма-Ф», призом читательских симпатий журнала «Если», в номинации «Крупная форма, романы». В том же году роман номинировался на премию «Странник» в номинации «Крупная форма». В 1999 году роман был номинирован на премию «Мечи», жанровую премию «Странника», в номинации «Меч в зеркале» — за лучшее произведение в жанре альтернативно-исторической фантастики или фантастики о параллельных мирах.

## Адаптации
В 2007 году издательство «Аудиокнига», входящее в холдинг «Издательская группа АСТ», записало аудиокнигу по роману. Аудиокнига продолжительностью 11 часов 42 минуты вышла на двух CD-дисках в серии «Наша фантастика». Текст читает Семён Мендельсон.
В июне 2016 года в своём блоге Лукьяненко написал, что права на экранизацию романа свободны, и он рекомендует книгу, как одну из наиболее удобных для экранизации. Ранее в интервью писатель уже отмечал, что после «Ночного Дозора» лучше всего поддаётся экранизации именно роман «Осенние визиты».
В 2018 году права на экранизацию был переданы независимой студии из Владивостока. Съёмки сериала начались в 2020 году. 10 октября 2020 года состоялась премьера первой серии, в апреле 2021 года состоялась презентация второй, всего в мини-сериале было запланировано восемь эпизодов. По словам Сергея Лукьяненко, окончательно работа над фильмом должна была быть завершена до конца 2021 года. Генеральным продюсером картины выступил Сергей Лукьяненко, сопродюсером — Дмитрий Завалишин, генеральный директор российского IT-холдинга DZ Systems, режиссёр — Георгий Саенко. Средства на создание сериала собираются посредством краудфандинга. В фильме использованы композиции группы «Оргия праведников», права на которые переданы съёмочной группе бесплатно.